# John Parlett
Harold John Parlett (ur. 19 kwietnia 1925 w Bromley, zm. 8 marca 2022 w Woodford) – brytyjski lekkoatleta średniodystansowiec specjalizujący się w biegu na 800 metrów.
Brał udział w letnich igrzyskach olimpijskich w 1948 w Londynie, gdzie zajął ósme miejsce w finale. Zdobył złoty medal na mistrzostwach Europy w 1950 w Brukseli na dystansie 800 metrów, wyprzedzając Marcela Hansenne’a z Francji i innego Brytyjczyka Rogera Bannistera. W tym samym roku sięgnął po dwa medale na igrzyskach Imperium Brytyjskiego w Auckland. Wywalczył złoto na dystansie 880 jardów (przed Kanadyjczykami Jackiem Hutchinsem i Billem Parnellem), natomiast sztafeta angielska 4 × 440 jardów, która biegła w składzie: Derek Pugh, Parlett, Leslie Lewis i Terence Higgins, uplasowała się na drugim miejscu.
26 września 1951 w Londynie brytyjska sztafeta 4 × 880 jardów w składzie: Bill Nankeville, Albert Webster, Frank Evans i Parlett ustanowiła wynikiem 7:30,6 rekord świata w tej konkurencji.
Parlett był mistrzem Wielkiej Brytanii (AAA) w biegu na 880 jardów w 1948 i 1949 oraz brązowym medalistą na tym dystansie w 1947 i 1950, a także brązowym medalistą w biegu na milę z 1951.
Prywatnie był mężem Dorothy Manley, srebrnej medalistki na 100 metrów z igrzysk z Londynie.